# Kopula, Finland
Kopula är en by i norra Sjundeå socken i landskapet Nyland, på nordvästsidan av sjön Björnträsk.
Kopula gård är ett tidigare kronoboställe men har sedan 1940-talet varit privatägt. Kopula hade på 1800-talet fem torp: Kilbacka, Tallmossa, Elgmossa, Pukinniittu (numera Pukkila) och Koski.